# Evellina
Evellina (en español, Evelina) es una ópera en dos actos con música de Carlo Coccia y libreto en italiano de Gaetano Rossi. Se estrenó el 26 de diciembre de 1814 en el Teatro Re de Milán, Italia.